# Foyemtcha
Foyemtcha est un village du Cameroun situé dans le département du Haut-Nkam et la Région de l'Ouest. Il fait partie de l'arrondissement de Kekem.

## Population
Lors du recensement de 2005, on y a dénombré 1 554 personnes.